# Побег из тюрьмы «Алькатрас»
Побег из тюрьмы «Алькатрас» — самый известный  побег из действовавшей в 1934—1963 годах американской тюрьмы «Алькатрас», совершённый 11 июня 1962 года Фрэнком Моррисом и братьями Джоном и Кларенсом Энглинами. Никто из троих не был пойман и до сих пор доподлинно не известно, как сложились их дальнейшие судьбы после побега.
Официально уголовное дело об их побеге остаётся открытым и будет закрыто лишь в 2030 году, когда всем троим должно исполниться по 100 лет. 
История побега отражена в художественном фильме «Побег из Алькатраса» (1979) Дона Сигела, основанном на одноимённой книге писателя Дж. Кэмпбелла Брюса. Роль Фрэнка Морриса в нём сыграл Клинт Иствуд.

## Тюрьма «Алькатрас»

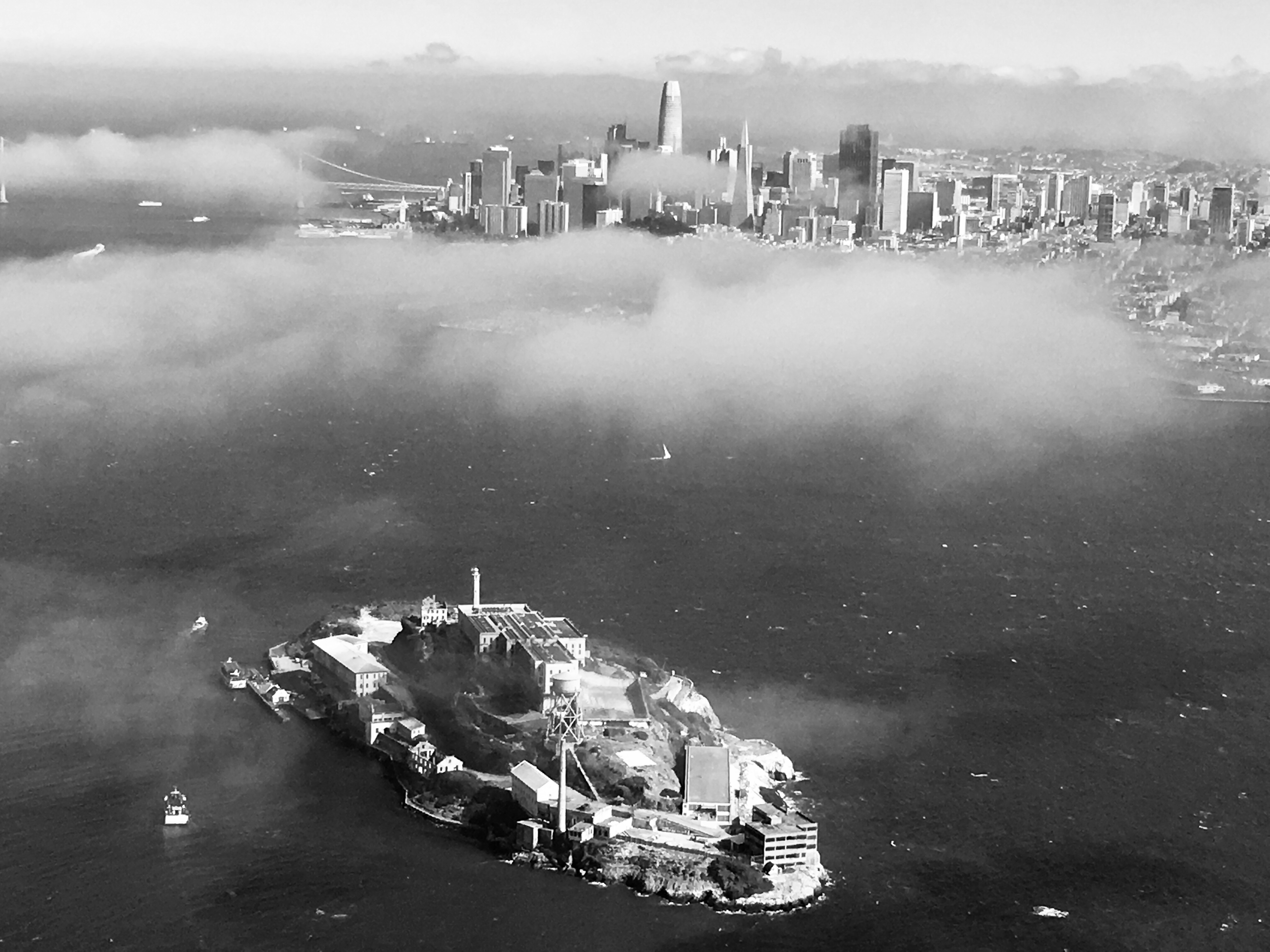
Общий вид тюрьмы «Алькатрас» и Сан-Франциско (2019)

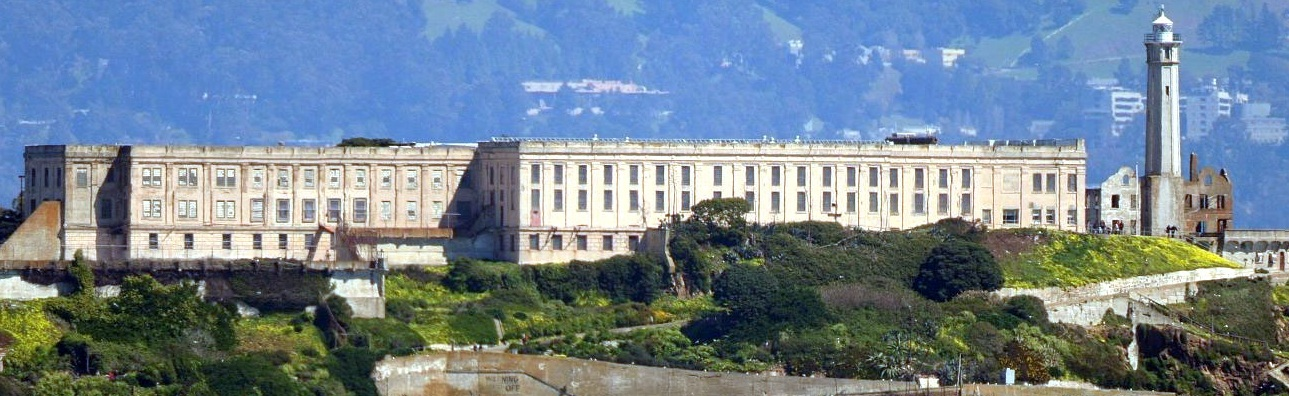
Здание тюрьмы «Алькатрас»

Остров Алькатрас в заливе Сан-Франциско был открыт в 1775 году. Открытие золота в Калифорнии в 1848 году привело в залив Сан-Франциско тысячи судов, тем самым создав острую потребность в маяке. Первый маяк был установлен и запущен на Алькатрасе летом 1853 года. В 1856 году на маяк установили колокол, который использовали в тумане.
Вследствие «золотой лихорадки» возникла необходимость в защите залива. В 1850 году по указу Президента США на острове началось строительство крепости, где было установлено более 110 дальнобойных орудий. С 1861 года Алькатрас использовался как военная тюрьма. В 1909 году на острове началось строительство тюрьмы, и армия снесла первый маяк Алькатраса, оставив только фундамент. Второй маяк установили рядом с тюремным корпусом 1 декабря 1909 года. К 1912 году для заключённых было построено новое здание. В 1963 году маяк модифицировали и сделали автоматическим и автономным, и ему уже не понадобилось круглосуточное обслуживание.
В период Великой депрессии (конец 1920-х — середина 1930-х годов) сильно возрос уровень преступности и началась эра организованной преступности. Крупные мафиозные семьи и отдельные банды вели войну за сферы влияния, жертвами которой нередко становились мирные граждане и служители порядка. Гангстеры контролировали власть в городах, многие чиновники получали взятки и закрывали глаза на творившиеся преступления.
В ответ на преступления гангстеров правительство решило вновь открыть Алькатрас, но уже как федеральную тюрьму. Тюрьма «Алькатрас» удовлетворяла основным требованиям: разместить опасных преступников далеко от общества и напугать остальных преступников, которые ещё находились на свободе. Глава Федерального бюро тюрем Санфорд Бейтс и генеральный прокурор США Гомер Каммингс инициировали проект реконструкции тюрьмы. Для этого был приглашён Роберт Бёрдж (англ. Robert Burge), на тот момент один из лучших экспертов в области безопасности, который и должен был перепроектировать тюрьму. При реконструкции оставили нетронутым только фундамент, а само здание было полностью перестроено. С 1934 года Алькатрас стал федеральной тюрьмой.
Остров Алькатрас расположен в середине залива, в 1,8 километрах от берега. Ледяная вода и сильные морские течения в заливе обеспечивали естественную изоляцию острова. Лодкам и другим судам было запрещено швартоваться на расстоянии ближе 200 метров от острова. Снаружи здание тюрьмы было обнесено заборами с колючей проволокой и сторожевыми вышками. На каждых троих заключённых приходилось по одному надзирателю. Алькатрас являлся самой охраняемой федеральной тюрьмой в США, и побег из него считался невозможным. За почти 30-летнюю историю этой федеральной тюрьмы из неё пытались бежать лишь 36 человек. Официально ни один из этих побегов не удался, а большинство из их участников были либо схвачены и возвращены в камеры, либо застрелены.

## Беглецы
Побег был подготовлен тремя преступниками — Фрэнком Моррисом и братьями Джоном и Кларенсом Энглинами.
Фрэнк Ли Моррис (англ. Frank Lee Morris, род. 1 сентября 1926 года в Вашингтоне) был сиротой, его детство прошло в приютах. Он неоднократно попадал в исправительные учреждения для малолетних преступников. Первое крупное преступление совершил в 13 лет. При этом был умён и обладал высокими показателями интеллекта по тесту IQ (его IQ — 133). В более зрелом возрасте был уличён в хранении наркотиков и вооружённых нападениях. Находясь в заключении, неоднократно пытался совершить побег. 18 января 1960 года, в возрасте 33 лет, был переведён в тюрьму «Алькатрас», где стал заключённым AZ1441. К этому времени обладал репутацией искусного мастера побегов.
Братья Джон Уильям Энглин (англ. John William Anglin, род. 2 мая 1930 года) и Кларенс Энглин (англ. Clarence Anglin, род. 11 мая 1931 года; оба родились в Дональсонвилле), один из которых окончил 3 класса школы, а второй — 5, совершали кражи денег, угоны автомобилей, налёты на предприятия и частные дома. Находясь в заключении, совершили несколько попыток побега, в том числе из федеральной тюрьмы в Ливенворте (Канзас). В тюрьму «Алькатрас» были переведены поодиночке — Джон Энглин был переведён 24 октября 1960 года в возрасте 30 лет (заключённый AZ1476), а Кларенс Энглин — 10 января 1961 года в возрасте 29 лет (заключённый AZ1485).
Четвёртым заговорщиком, участвовавшим в подготовке побега, был Аллен Уэст (англ. Allen West, 25 марта 1929 года, Нью-Йорк — 21 декабря 1978 года). До перевода в «Алькатрас» подвергался аресту более 20 раз. В 1955 году сел в тюрьму за угон автомобиля в Атланте, затем был переведён в тюрьму штата Флорида, откуда в 1957 году, после попытки побега, был переведён в тюрьму «Алькатрас» в возрасте 28 лет и стал заключённым AZ1335.

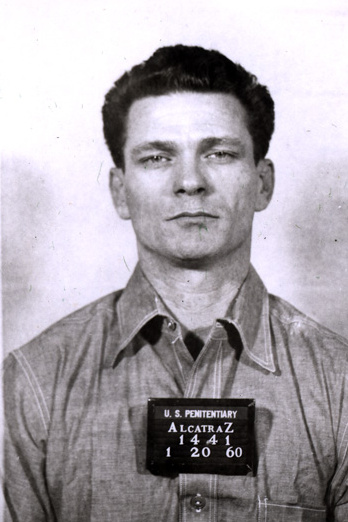
Фрэнк Моррис
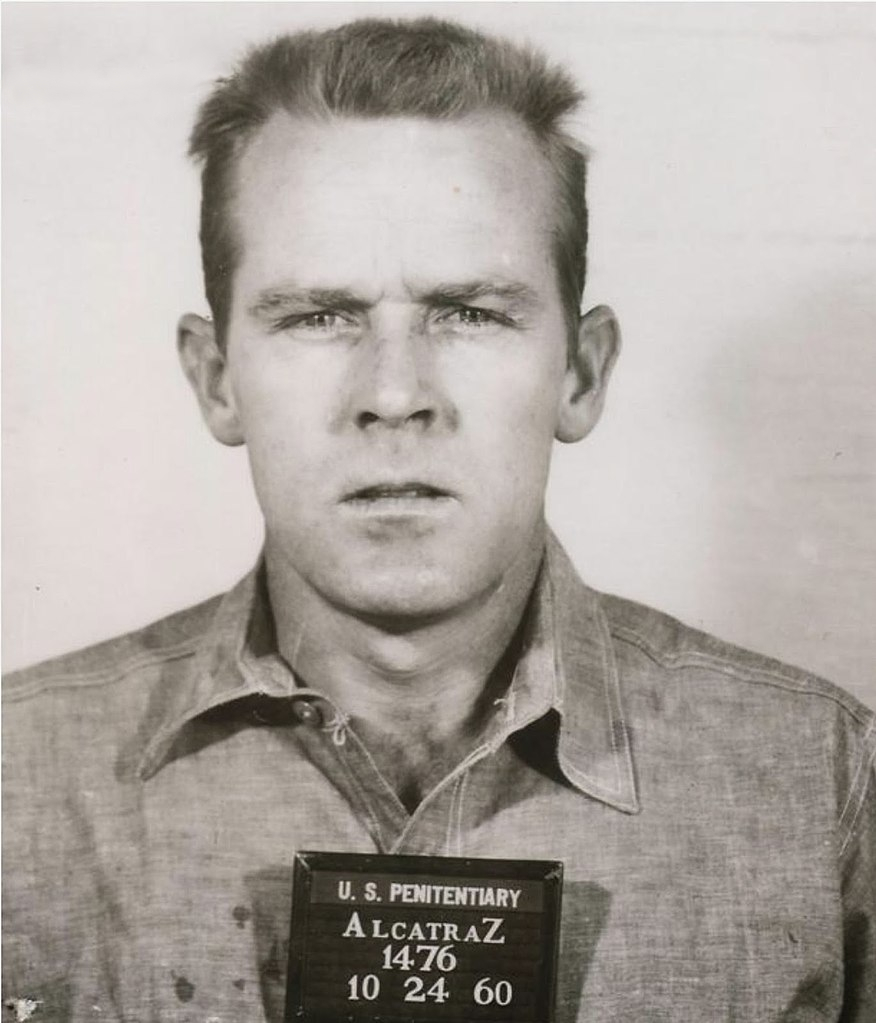
Джон Энглин
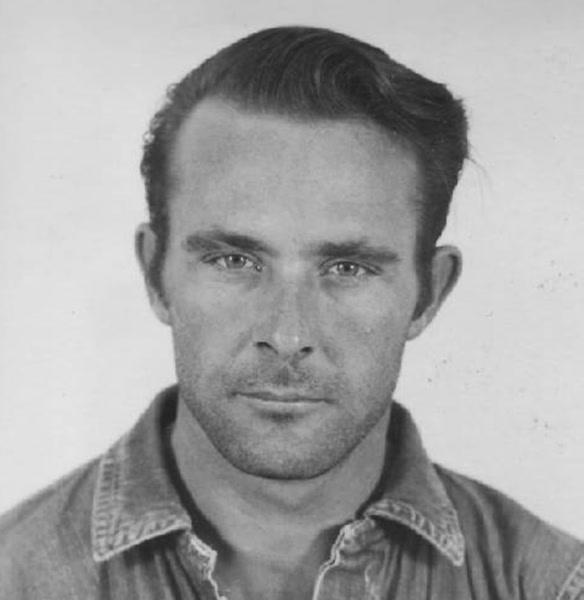
Кларенс Энглин
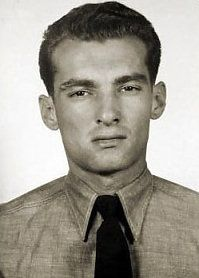
Аллен Уэст

## Побег

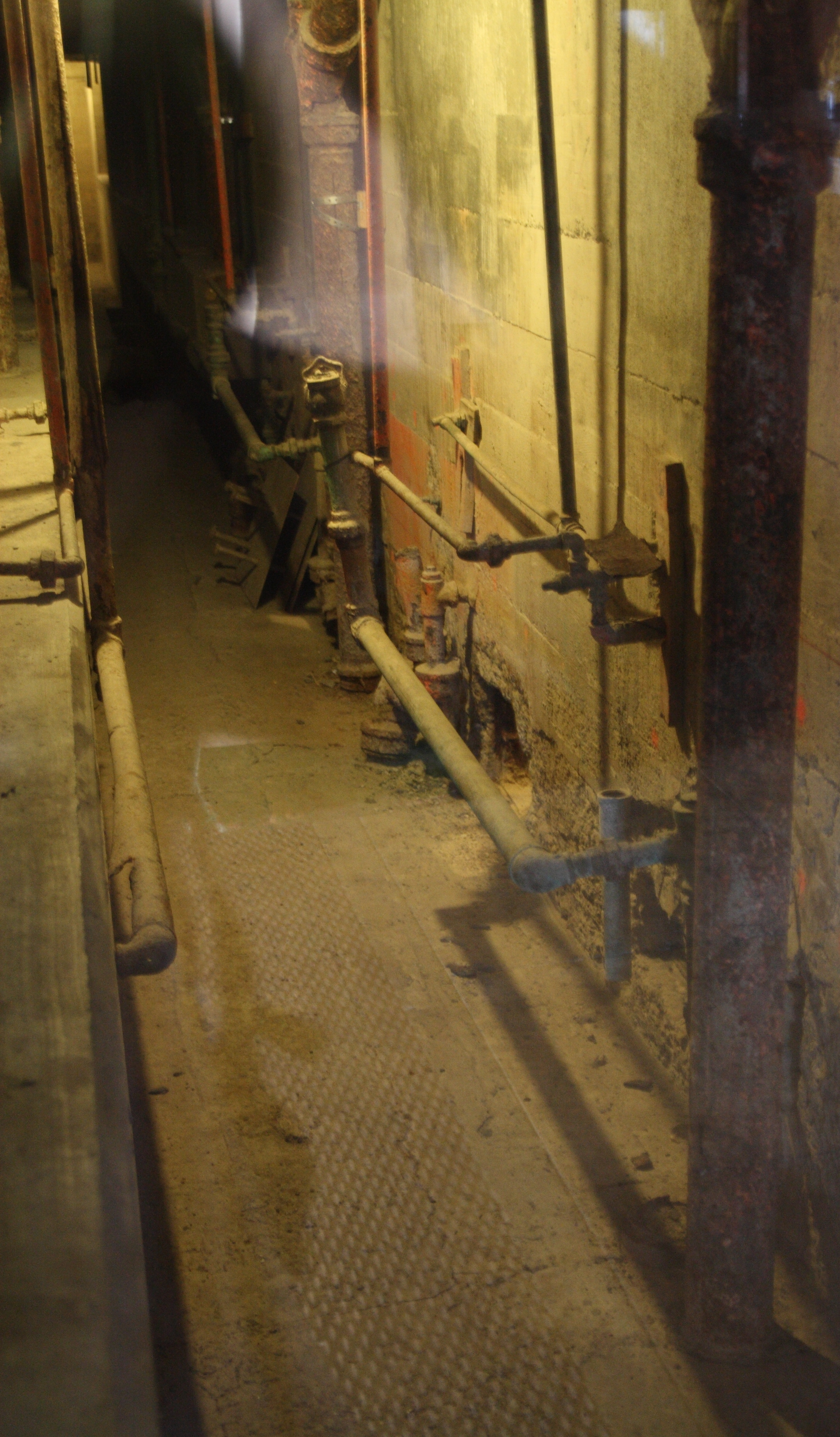
Неохраняемый служебный тоннель за камерами заключённых

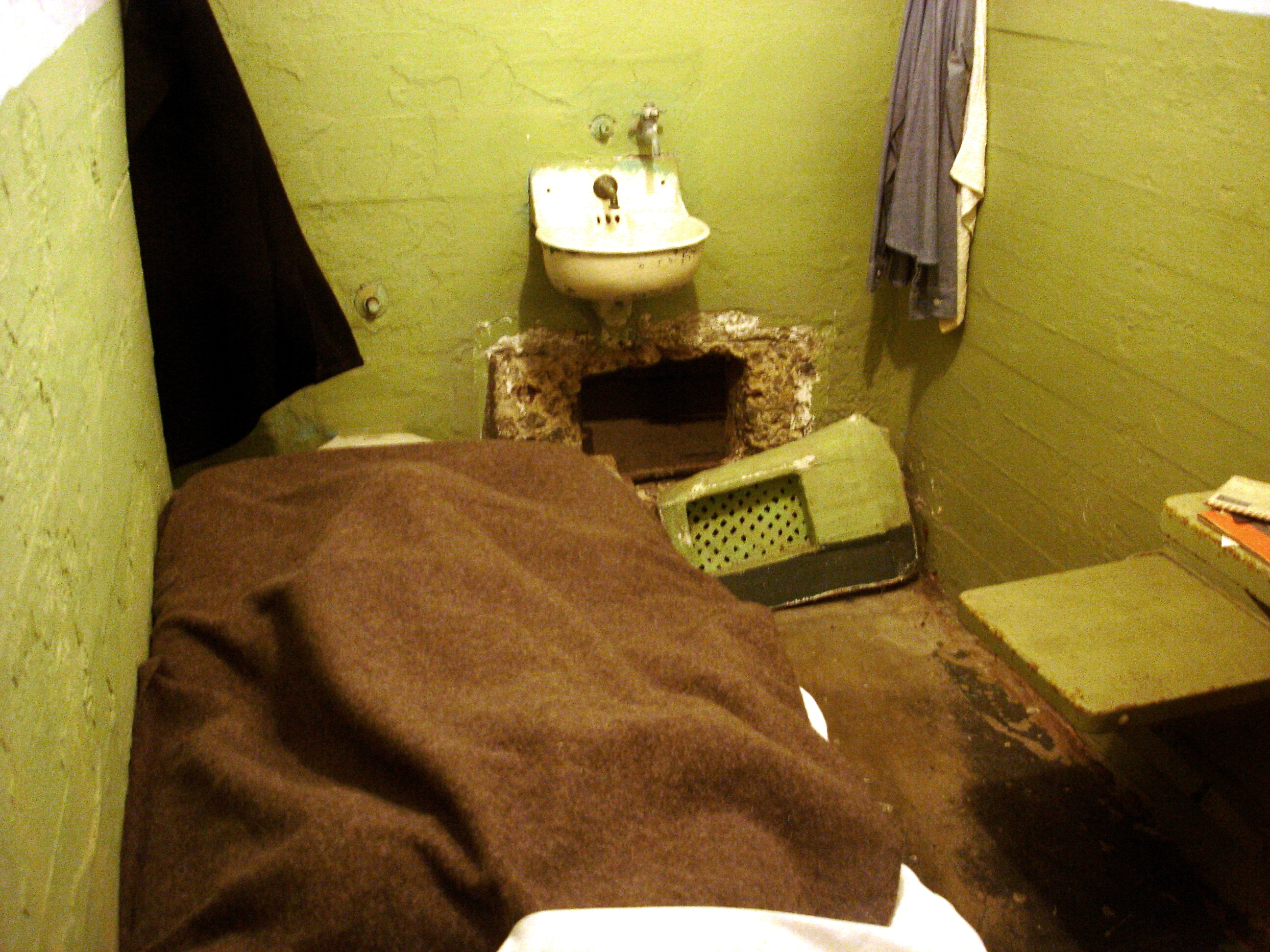
Тюремная камера одного из беглецов

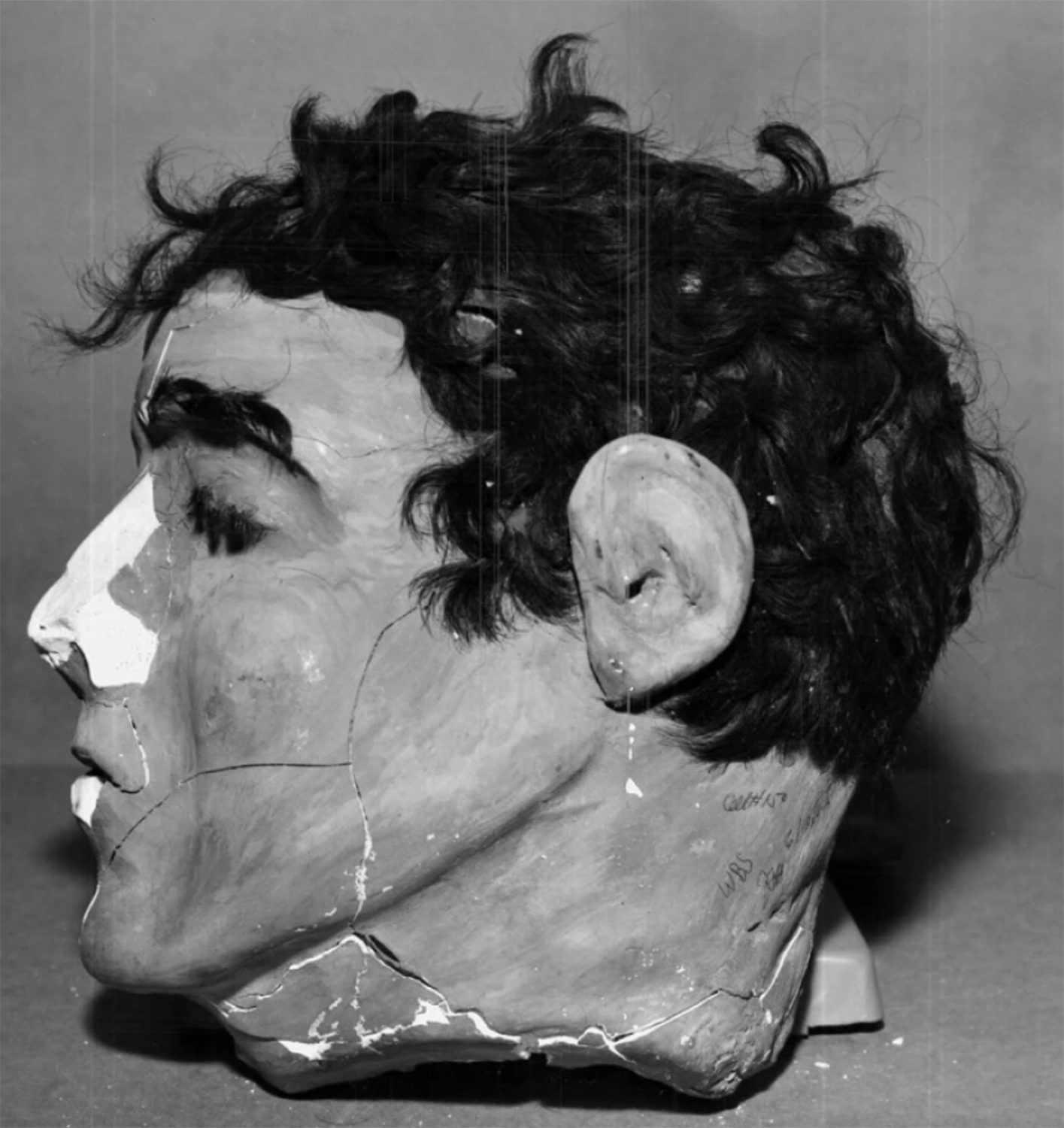
Муляжная голова Фрэнка Морриса

Старая система вентиляции в крыше над блоком «Б» не была залита бетоном, как в других блоках. Заговорщики решили проникнуть через эту вентиляцию на крышу. Им было известно, что за стеной их камер проходил старый служебный тоннель шириной около одного метра. В этот тоннель из каждой камеры вело расположенное под умывальником вентиляционное отверстие диаметром 10x20 сантиметров. Заключённые стали добывать инструменты для побега. В основном им помогали тюремные рабочие, которые имели доступ к инструментам — работники кухни и прачечной, электрики, подсобные рабочие. Беглецы изготовили дрель из металлической ложки, спаянной серебром от десятицентовой монеты, с украденным мотором от пылесоса. Почти год заговорщики сверлили этой дрелью стену из повреждённого влагой бетона вокруг вентиляционного люка в своих камерах. Шум от этой работы они заглушали игравшей в течение часа музыкой. Также заключённые расширяли проделанный лаз заточенными ложками из столовой. Чтобы никому не были заметны повреждения стены, преступники закрывали лаз фальшивой решёткой, искусно сделанной из листов картона и коробок из-под табака. Пространство вокруг лаза беглецы замазывали пастой, которую они готовили из старых газет.
Одновременно с этой работой заговорщики добывали ветровки и прорезиненные плащи у других заключённых. На это у них ушло несколько месяцев. Заговорщики знали, что все, кто пытался бежать из тюрьмы вплавь, утонули. Из более чем 50 курток беглецы соорудили плот размером 2 на 4 метра. Также из курток заключённые изготовили спасательные жилеты. Вёсла к плоту были сделаны из фанеры.
Преступники тщательно готовились к побегу, они изучили график пересменок охраны и остальные детали. Заговорщики изготовили куклы из папье-маше, совпадающие по размерам с их телами. Из проволочного каркаса, штукатурки и мыла они изготовили три муляжа своих голов, раскрасив их красками телесного цвета и наклеив настоящие волосы, собранные в тюремной парикмахерской.
Заговорщики решили бежать в ночь с 10 на 11 июня 1962 года. Однако в этот день Аллен Уэст не смог вовремя выбраться из камеры, и остальные бежали без него.
Вечером 10 июня 1962 года Фрэнк Моррис и братья Джон и Кларенс Энглины положили на свои койки куклы, накрыв их одеялами и поместив на подушки муляжи голов. После этого они пролезли через дыру в стене и заложили её изнутри кирпичами. Затем Моррис и Энглины разогнули прутья, защищающие вентилятор решётки, выбрались на крышу и спустились к воде по водосточной трубе. Выйдя к берегу, беглецы надули плот с помощью концертины (маленькой гармоники) и примерно в 22:00 отплыли от берега. Дальнейшая судьба всех троих неизвестна. 

## Последующие события
Утром, примерно через 8 часов после побега, один из надзирателей, заметив, что Моррис не поднимается с койки, похлопал его «голову» по щеке, чтобы разбудить. Увидев, что «голова» лежит отдельно от остального тела, надзиратель отскочил с криком: «Боже, ему отрезали голову!». Была поднята тревога, и через несколько часов агенты ФБР стали прочёсывать берег острова и воды залива. Им помогали береговая охрана, военные и местная полиция. Однако никаких следов беглецов найдено не было. Обыск камер сбежавших позволил понять, как им удалось сбежать.
Через 2 дня после побега недалеко от Острова Ангела был найден водонепроницаемый пакет, в котором были газетные вырезки, телефонная книга, деньги и семейные фотографии, принадлежавшие одному из братьев Энглинов; также был обнаружен самодельный спасательный жилет с заметными следами зубов у клапана, что дало основание думать, что зажим не был герметичным, и пловцу труднее было держаться на поверхности воды.
Аллен Уэст, которому не удалось сбежать вместе с остальными, дал несколько интервью журналистам. Вероятно, между ним и тюремными властями была заключена некая сделка, так как он предоставил полную информацию о плане побега, и ему не была вменена попытка побега из Алькатраса. По словам Уэста, беглецы собирались совершить неожиданный ход, переплыть на остров Ангела в 3 километрах к северу от Алькатраса, а потом перебраться на большую землю и угнать автомобиль. Если бы сбежавшие поплыли к острову Ангела, им пришлось бы бороться с течением, которое было в 2 раза сильнее, чем если бы они плыли на юг. Сообщений об угнанных автомобилях в полицию не поступало. Также никогда не поступало никаких сообщений о новых преступлениях беглецов.
В феврале 1963 года Аллен Уэст был переведён в федеральную тюрьму на материке, где и дожидался окончания своего тюремного срока. 21 марта 1963 года тюрьма «Алькатрас» была закрыта из-за слишком больших расходов на содержание заключённых, так как всё необходимое приходилось доставлять на маленький остров с материка.
17 июля 1962 года моряки норвежского грузового судна «SS Norefjell», выходящего из залива, заметили в воде тело человека, плавающее в 20 милях к северо-западу от моста Золотые Ворота. Они сообщили, что тело плавало в воде лицом вниз и на нём были штаны светло-синего цвета и матросский бушлат. По описанию это совпадало с формой узников Алькатраса. Согласно данным ФБР, в это время не было других лиц, пропавших без вести или утонувших, которые были бы одеты в подобную одежду.
Примерно через 7 месяцев после сообщения моряков на мысе Поинт Рейс было обнаружено тело мужчины. На севере этот мыс огибают многие океанические течения, а значит, тело одного из беглецов вполне могло быть вынесено туда. Найденное тело было исследовано патологоанатомами. При первом осмотре ими была зафиксирована длина костей и их состояние. Согласно измерениям, рост этого человека составлял 171 сантиметр, такого же роста был Фрэнк Моррис. Найденное тело было похоронено на местном кладбище, однако после эксгумации анализ ДНК показал, что тело принадлежит не Фрэнку Моррису.
Официально Моррис и братья Энглины числятся пропавшими без вести. Ордера на их арест истекут лишь после того, как им исполнится по 100 лет, и до этого времени розыск беглецов тюрьмы «Алькатрас» формально продолжается. По одной из версий, беглецы погибли, не доплыв до берега. В пользу этой версии говорит то, что температура воды в заливе Сан-Франциско в тот момент была около 10°. В таких условиях организм переохлаждается уже через 20 минут, а тюремщики Алькатраса намеренно подавали в душевые горячую воду, чтобы тела заключённых не привыкали к холодной воде.
В пользу версии об успешном побеге говорит то, что братья Энглины были родом из болотистой Флориды, где лес затапливается морем во время приливов. Поэтому они знали, как строить плоты, управляться с течением, да и сами были хорошими пловцами. Кроме того, мама Энглинов в течение нескольких лет после побега получала в подарок цветы от неизвестного. В 1973 году мама братьев умерла, и, согласно сообщению, её похороны посетили двое мужчин, переодетых в женщин. Согласно другому сообщению, братьев Энглинов видели в доме их дальнего родственника. По словам историка Алькатраса Фрэнка Хинея, говорившего с родственниками Энглинов, они утверждают, что получили открытку из Южной Америки, подписанную обоими братьями, но о Фрэнке Моррисе они ничего не знают.
Также одному из исследователей побега из Алькатраса Артуру Родерику пришло письмо, автор которого утверждал, что его родственник на микроавтобусе встретил братьев Энглинов на побережье залива Сан-Франциско, и они заплатили ему, чтобы он довёз их до Сиэтла. Однако водитель, увидев, что у них есть деньги, решил ограбить их и убить. Он довёз братьев до парка в пригороде Сиэтла, остановился, вышел, открыл заднюю дверь и застрелил обоих братьев, а тела закопал тут же в парке. Однако раскопки в точно указанном месте не принесли никаких результатов.
До 1979 года розыском беглецов занималось ФБР, а потом бюро передало нераскрытое дело о побеге Службе маршалов США (подразделение министерства юстиции). С 2003 года поиском беглецов Алькатраса занимается сотрудник этого ведомства Майкл Дайк (англ. Michael Dyke). Он полагает, что преступникам удалось спастись, доказательством чего являются почти 250 косвенных улик. Очередные свидетельства спасения беглецов Майкл Дайк получает чуть ли не ежемесячно.
Согласно официальной версии, плот беглецов не был найден. Однако Майкл Дайк обнаружил телетайп ФБР от 12 июня 1962 года, в котором говорилось о том, что плот беглецов был найден на острове Ангела. 13 июня того же года аналогичное заявление было сделано в меморандуме правительства США, в котором также было сказано, что на острове Ангела были найдены следы от плота, уходящие вглубь острова. Также там было сказано, что на следующий день после побега полицейские участки в районе залива Сан-Франциско занимались поисками украденного автомобиля. По сообщению, трое мужчин заставили водителя съехать на обочину и угнали его автомобиль. Заявление о преступлении потерпевший сделал в патрульной службе города Стоктон.

## В культуре
В 1979 году по этому побегу был снят фильм «Побег из Алькатраса». Роль Фрэнка Морриса в нём сыграл Клинт Иствуд. В 1993 году компания «Red & White Fleet» назначила награду в $ 1 000 000 за поимку участников побега из Алькатраса. Эта компания является оператором паромных перевозок на знаменитый остров-тюрьму.
В 2003 году Джейми Хайнеман и Адам Севидж, соавторы выходящего в Сан-Франциско телесериала «Разрушители легенд» на телеканале «Discovery Channel», попытались разобраться, было ли возможно, чтобы беглецы выжили. Используя для постройки плота такие же материалы, что и в 1962 году, они построили плот из 30 резиновых плащей и сделали из фанеры вёсла (предположительно, тем же материалом воспользовались и реальные беглецы). Хайнеман и Сэвидж логично предположили, что раз у беглецов хватило ума спланировать такой побег, то скорее всего у них хватило ума воспользоваться течением как помощником при побеге, а значит плыли они не на остров Ангела, как считает полиция и о котором они, вероятно для введения в заблуждение, говорили четвёртому участнику побега, а к северной стороне мыса Марин или мосту Золотые ворота. Хайнеман и Севидж дождались схожих погодных условий и направления течения, характерного для того времени года, когда бежали заключённые.
В роли третьего заключённого был ещё один участник съёмочной группы Уилл Эбботт (англ. Will Abbott). Только Уилл был одет в гидрокостюм, а Адам и Джейми оделись в арестантскую робу тех времён. Они начали грести по течению к мысу Марин, что около северной башни моста Золотые Ворота. Заплыв проходил ночью с использованием немногочисленных визуальных ориентиров при температуре воды около 15° и занял не более 40 минут, и Хайнеман и Севидж в итоге пришли к выводу, что, возможно, беглецам удалось добраться до берега и спастись.
24 серия 1 сезона мультсериала «Утиные истории» пародирует события в Алькатрасе — серия «Узник Акватраса» (в оригинале — «Duckman of Aquatraz»)

## Другие беглецы
Беглецов могло быть больше. Джун Стивенс (англ. June Stephens) был посвящён в план ещё в декабре 1961 года. Он занимал камеру на третьем ярусе над камерами Морриса и братьев Энглинов. В результате проведённого после побега осмотра всей тюрьмы также были обнаружены отверстия вокруг вентиляционной решётки в камере Роберта Л. Уильямса (англ. Robert L. Williams). Уильямс, отбывавший пожизненный срок за убийство, отрицал своё участие в побеге, Стивенс признался, что также планировал побег, но Моррис попросил его отказаться от него: во-первых, потому, что падение куска бетона с высоты могло вызвать подозрение, а во-вторых, вылезать в коридор на такой высоте очень сложно.
Хотя считается, что Стивенс не принимал участия в подготовке побега в последние 5 месяцев, тем не менее он довольно подробно описал, как заключённые планировали и осуществляли побег. К тому же он заявил, что Уильямс играл важную роль в подготовке побега — они с Моррисом были близкими друзьями и вместе работали в мастерской по производству перчаток. Позже Стивенс за попытку побега был направлен в изолятор (умер в ноябре 1995 года). Уильямс умер в мае 2006 года.

## Письмо и фотография Энглинов
В июне 2012 года родственники беглецов отметили 50-летнюю годовщину их знаменитого побега из тюрьмы на острове Алькатрас. Сестра братьев Энглинов, 76-летняя Мэри Виднер, посетила тюрьму «Алькатрас», ныне превращённую в музей.
В 2013 году ФБР получили анонимное письмо, якобы написанное Джоном Энглином. В нём утверждается, что Фрэнк Моррис умер в 2008 году и его могила находится в Александрии под другим именем, а Кларенс Энглин умер в 2011 году. Сам якобы Джон также написал, что у него рак и он хотел бы заключить с ФБР сделку — отсидеть 1 год в обмен на медицинскую помощь. ФБР, однако, сочли авторство Энглина неубедительным.
19 января 2020 года корреспондент Аарон Роган (англ. Aaron Rogan) на страницах ирландской газеты «The Irish Business Post» сообщил, что самообучающаяся программа визуального распознавания лиц, разработанная Ирландской компанией «Identv», при обработке массива данных обнаружила фотографию, сделанную в Бразилии в 1975 году, через 13 лет после побега Фрэнка Морриса и братьев Энглинов. На фотографии были изображены двое мужчин в солнцезащитных очках, которых система идентифицировала с вероятностью 99,7% как Джона и Кларенса Энглинов.